# Christian Chartier
Christian Chartier, né le 31 octobre 1948 au Mans, mort le 17 juin 1997 dans le 20ème arrondissement de Paris, était un militant syndical des PTT. En 1989, il a été l'un de ceux qui créèrent le syndicat Sud-PTT.

## Biographie
En 1974, après des études scientifiques, Christian Chartier entre au CNET, le Centre national d'études des télécommunications, en tant qu'inspecteur technique. Il travaille au centre d'Issy-les-Moulineaux, en région parisienne. Il y devient un des responsables locaux de la Fédération démocratique des PTT-CFDT. Il étend ses responsabilités aux Hauts-de-Seine, avant d'être en 1985 le responsable CFDT-PTT de la région parisienne.
En 1989, en désaccord avec les orientations de la majorité de la CFDT, les opposants qui se situent sur des positions de rupture avec le capitalisme et de contestation des pratiques du syndicalisme d'accompagnement de la CFDT recentrée depuis le début des années 1980, se réunissent en congrès. Christian Chartier fait partie, avec Annick Coupé et Christophe Aguiton notamment, de l'équipe fondatrice du nouveau syndicat. Sa mort survient brusquement, alors qu'il avait été réélu en 1996 au secrétariat national de son organisation syndicale Sud-PTT. Celui-ci, qui en 1991 n'avait pas été admis à présenter des candidats aux élections des représentants des salariés aux conseils d'administration de La Poste et de France Télécom, obtient lors des scrutins de 1995, plus de 26 % des suffrages des employés des télécommunications ( 2e rang derrière la CGT) et 14 % chez les postiers. Le paysage syndical des deux entreprises publiques est désormais marqué par cette nouvelle composante du syndicalisme.

## Sources
- Annick Coupé, Anne Marchand : Sud, syndicalement incorrect. Éditions Syllepse, Paris, 1998.
- Le Monde, 19 juin 1997, notice nécrologique signée Alain Beuve-Méry : Christian Chartier, un des quatre fondateurs du syndicat Sud-PTT.